# San Mamés (1913)
Das Estadio de San Mamés war ein Fußballstadion in Bilbao. Es war das vereinseigene Fußballstadion des spanischen Erstligisten Athletic Bilbao und besaß 39.750 Plätze. Im Jahr 2013 wurde es abgerissen und durch das größere, daneben erbaute gleichnamige Stadion ersetzt. Von den Fans wurde das San Mamés „La Catedral“ genannt.

## Geschichte
Die von Manuel Maria Smith entworfene Spielstätte wurde bereits 1913 eröffnet und war damit das älteste Stadion in Spanien. Gemessen an heutigen Maßstäben war der Bau ein Schnäppchen. Die Kosten für den Bau des Stadions wurden 1912 vom Verein mit 50.000 Peseten veranschlagt. Den Großteil dieser Summe, etwa 40.000 Peseten, zahlten die Fans von Athletic aus eigener Tasche.
Am 21. August 1913 wurde das San Mamés offiziell eröffnet. Das erste Tor schoss Athletics legendärer Torjäger Pichichi, zu dessen Ehre unter dem Dach der Haupttribüne eine Büste aufgestellt wurde.
In den Jahren 1952 und 1953 kam es zum ersten umfangreichen Umbau des San Mamés. Während dieser Zeit wurde auch der legendäre Arco (deutsch Bogen) gebaut, ein Metallrahmen, der sich über die komplette Haupttribüne spannt und das Dach stabilisiert. Dadurch wird der Blick auf das Spielfeld nicht von Stützpfeilern und anderen Sichteinschränkungen beeinträchtigt. Der Arco soll auch den Abriss des alten Stadions überleben. Die letzten wesentlichen Modernisierungen erfuhr das San Mamés anlässlich der Fußball-Weltmeisterschaft 1982. Am 16. Juni 1982 wurde beim WM-Vorrundenspiel zwischen England und Frankreich mit 44.172 der Zuschauerrekord erreicht.
Das San Mamés war sehr eng an die Bauweise englischer Stadien angelehnt. In kaum einem Stadion Europas war man so nah am Spielfeld wie hier. Zäune und Ballfangnetze gab es nicht. Bis vor wenigen Jahren störte noch nicht einmal Bandenwerbung die Zuschauer. Bilbao erlaubte diese, als letzter spanischer Klub, erst Anfang der 2000er.

## Neubau
Im März 2006 wurde von der Stadt Bilbao und vom Verein beschlossen, das nicht mehr den heutigen Standards entsprechende Stadion durch einen Neubau zu ersetzen. Der Bau lief in zwei Phasen ab. In Phase 1 wurde das Spielfeld des neuen Stadions um 90 Grad zum bisherigen Platz gedreht. Auf dem angrenzenden ehemaligen Gelände der alten Messe von Bilbao, auf dem bereits alle Gebäude abgerissen wurden, wurden drei neue Tribünen errichtet. Zu Beginn der Saison 2013/14 zog der Fußballbetrieb in das neue Stadion mit dann 36.159 Plätzen um und das alte Stadion wurde abgerissen. Auf dem Gelände des alten Stadions entstand in Phase 2 die vierte Tribüne des neuen Stadions und ein neuer Campus für die Universität von Bilbao. Das neue Stadion besitzt eine Kapazität von 53.332 Zuschauern.
Am 26. Mai 2010 unternahm Ehrenpräsident und Rekordspieler José Ángel Iribar den ersten Spatenstich für das neue San Mamés. Am 26. Mai 2013 fand das letzte Ligaspiel, eine 0:1-Niederlage in der 90. Minute gegen Levante UD, im San Mamés statt. Mit einem Freundschaftsspiel Anfang Juni 2013 zwischen Athletic und einer Auswahl aus der Region verabschiedeten sich der Verein und seine Anhänger von dem fast 100-jährigen Heimstadion. Am 6. Juni 2013 begann der Abriss des San Mamés.

## Galerie

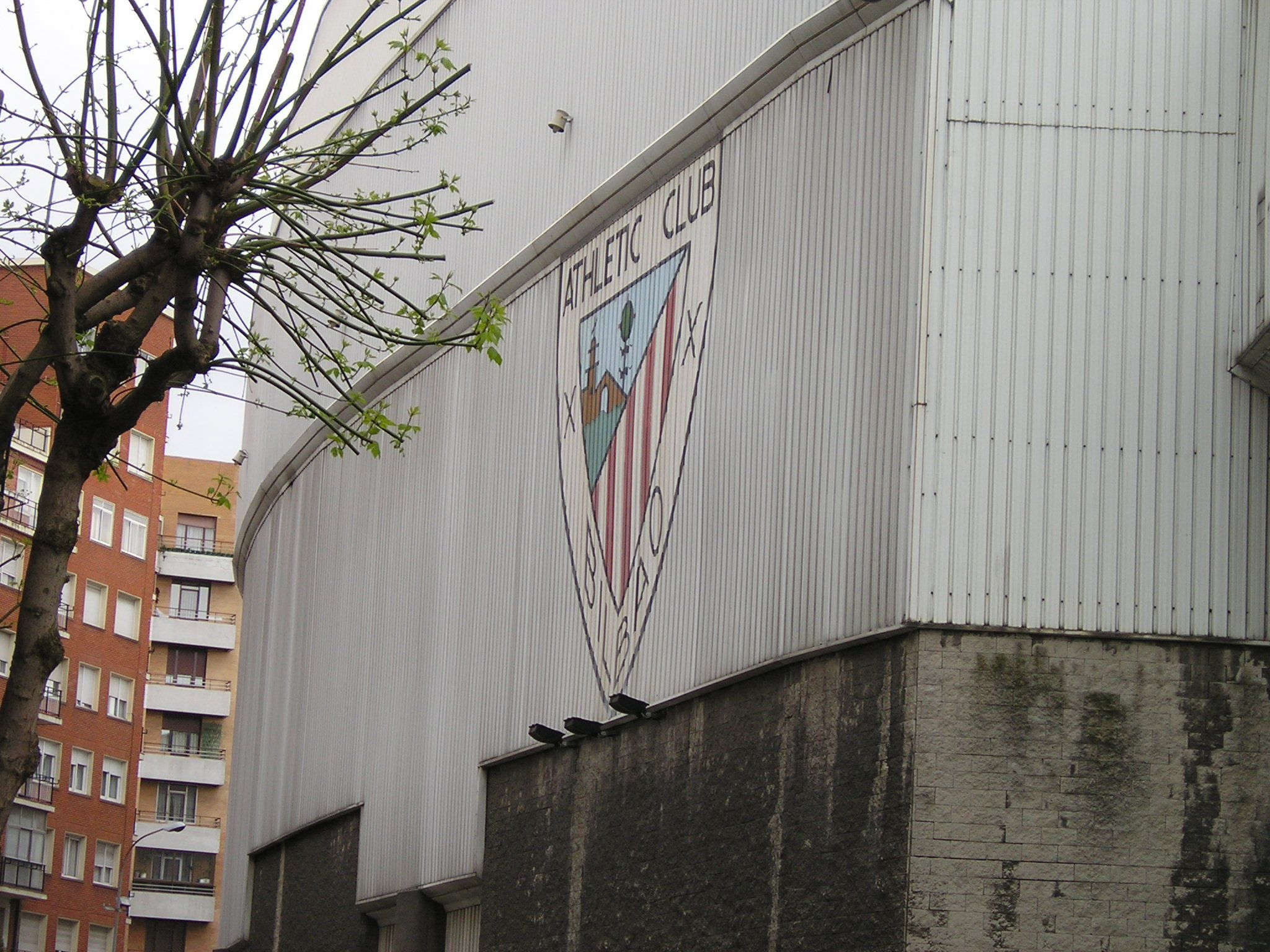
Außenansicht des San Mamés, 2004
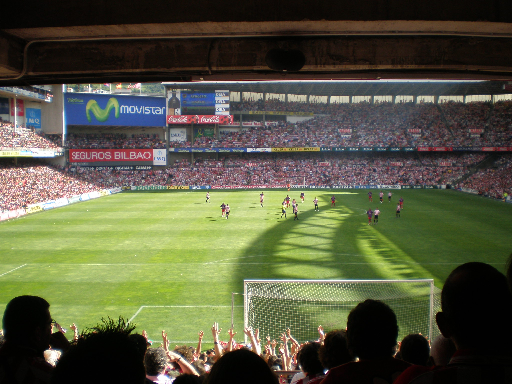
Während eines Spiels, 2007
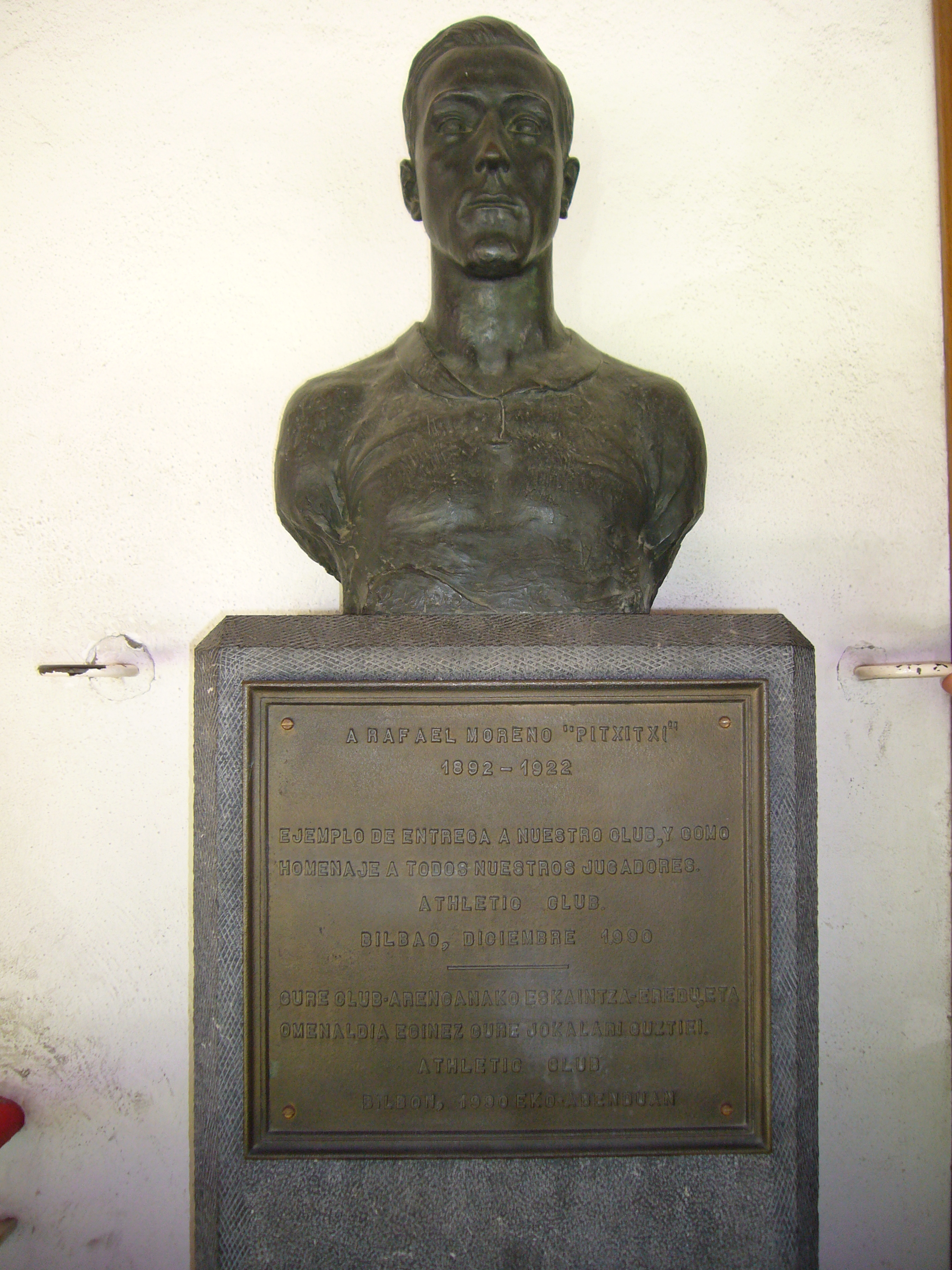
Büste von Pichichi im Stadion, 2010
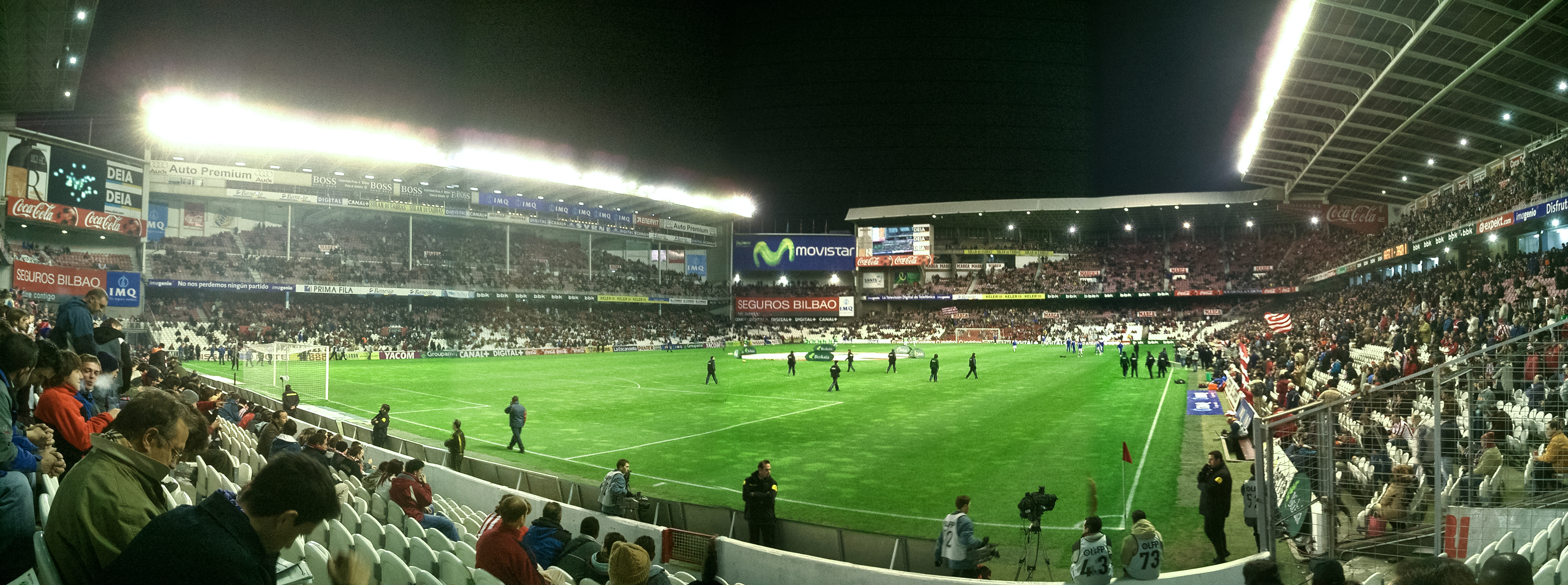
Innenansicht des Estadio San Mamés im Jahr 2006